# Real Ejército Yugoslavo
El Real Ejército Yugoslavo (en serbocroata: Jugoslovenska vojska) fue la fuerza armada del Reino de los Serbios, Croatas y Eslovenos y después del Reino de Yugoslavia desde la formación del estado, el 1 de diciembre de 1918, hasta su rendición a las potencias del Eje el 17 de abril de 1941. Se disolvió formalmente el 7 de marzo de 1945, cuando el gobierno del rey Pedro II fue abolido. En su lugar, se formó el Ejército Popular Yugoslavo.
Poco antes de la invasión de Yugoslavia por el Eje, el ejército dio un golpe de Estado contra el regente Pablo de Yugoslavia el 26 de marzo de 1941.
Más allá de los problemas de equipación y movilización, el Real Ejército Yugoslavo sufrió desde su formación el cisma serbocroata en la política yugoslava. Cuando se produjo el ataque del Eje durante la Segunda Guerra Mundial, ninguno de los grupos étnicos nacionales, eslovenos ni croatas, optaron por la defensa de una Yugoslavia que consideraban serbia. La única oposición efectiva a la invasión fue de las unidades serbias dentro de las fronteras de la propia Serbia. Incluso, el 10 de abril de 1941, cuando los alemanes entraron en Zagreb, fueron recibidos con júbilo por el recién creado estado fascista croata. En la víspera de la invasión, había 165 generales en activo en el ejército yugoslavo, de los que todos menos cuatro eran serbios.

## Organización

### Ejército de tierra

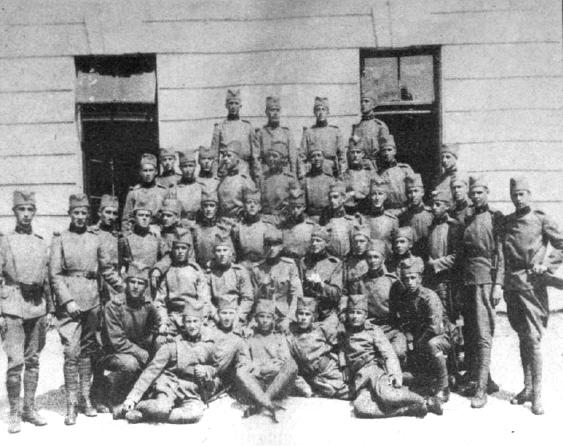
Un grupo de soldados eslovenos en la escuela de oficiales de reserva de infantería y artillería de Sarajevo en 1925.

Formado después de la Primera Guerra Mundial, el Ejército del Reino de Yugoslavia seguía equipado con armas y material de la época al comienzo de la Segunda. A finales de los años 1930 había comenzado precisamente una pequeña modernización, con la adquisición de nuevos equipos y vehículos. De sus cerca de 4000 piezas de artillería, muchas eran antiguas y de tracción animal, pero unas 1700 eran relativamente modernas, incluyendo 812 cañones antitanque checos de 37mm y 47mm. Había también unos 2300 morteros, incluyendo 1600 piezas modernas de 81 mm, así como 24 piezas de 220 y 305 mm. De sus 940 cañones antiaéreos, 360 eran modelos checos e italianos de 15 y 20 mm. Todas estas armas eran importados, lo que significaba que los distintos modelos a menudo carecían de reparación y mantenimiento.

### Fuerzas aéreas

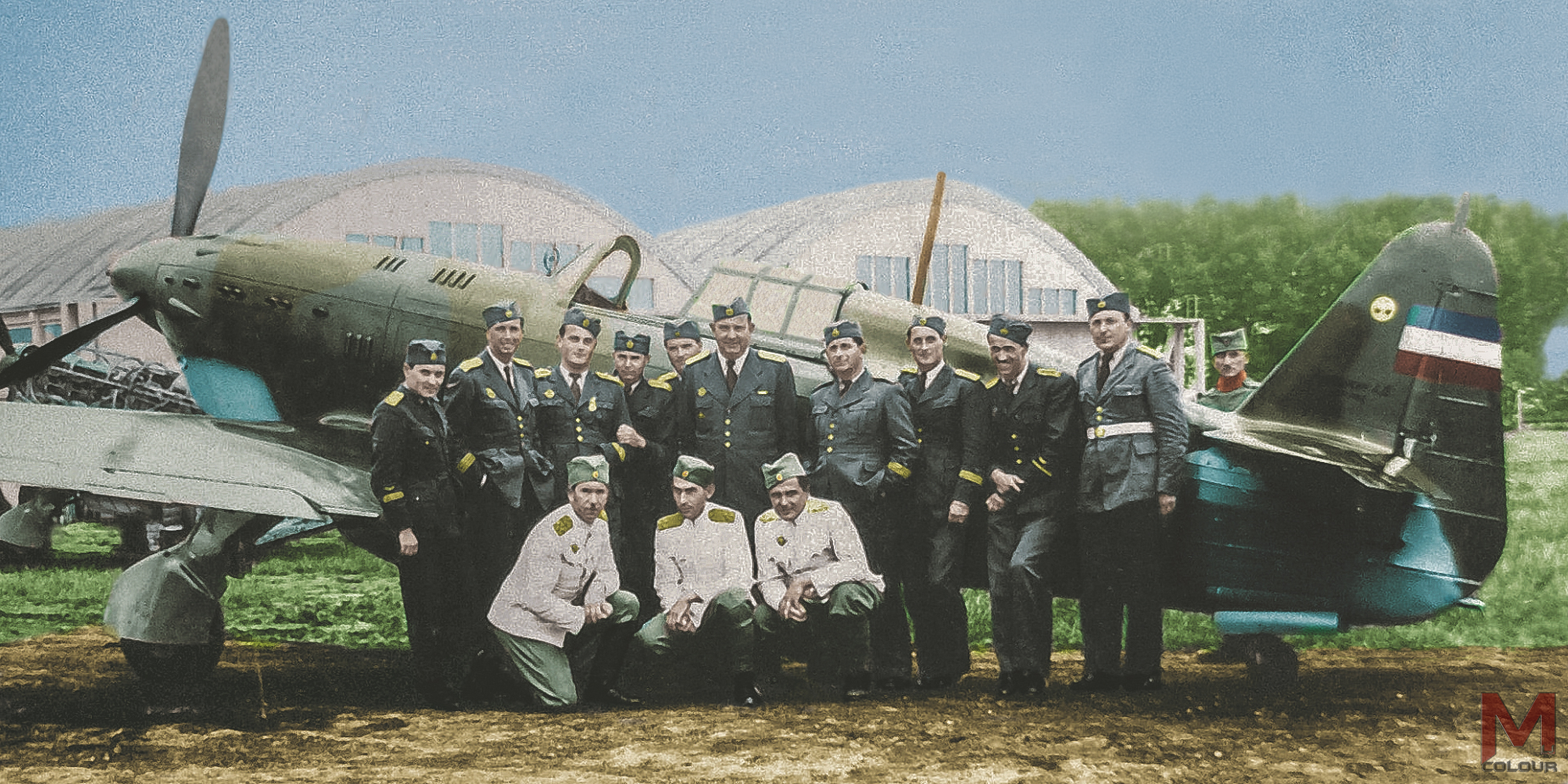
Pilotos del 51.º grupo aéreo del Sexto Regimiento de Cazas junto a un Rogozarski IK-3 en el Aeropuerto de Zemun-Bežanija.

La Real Fuerza Aérea Yugoslava (Jugoslovensko kraljevsko ratno vazduhoplovstvo, JKRV) era la fuerza aérea del ejército yugoslavo. Fue formada a partir de las Fuerzas Aéreas de Serbia, una de las primeras fuerzas aéreas del mundo, participante en las guerras de los Balcanes de 1912 y 1913. La fuerza aérea serbia sobrevivió a la ocupación de Austria-Hungría al estacionarse en el exilio en Grecia durante la Primera Guerra Mundial, donde sus pilotos sirvieron y fueron entrenados con la ayuda de la Fuerza Aérea francesa.
En 1918, esta fuerza se incorporó a las fuerzas armadas del Reino de los Serbios, Croatas y Eslovenos. Su estado sucesor, el Reino de Yugoslavia, comenzó en 1923 la modernización de su flota, estableciendo contratos en el país y en el extranjero que contribuyeron a dotar de gran variedad de aviones a esta rama en el momento de estallar la Segunda Guerra Mundial. Su cuartel general se encontraba en el Aeropuerto de Zemun.
El 6 de abril de 1941, la Luftwaffe bombardeó Belgrado y las principales bases aéreas de la JKRV, y tras la invasión y desmembración del país por las potencias del Eje, su fuerza aérea fue destruida o repartida entre los aliados de la Alemania nazi. La fuerza aérea del recién creado Estado Independiente de Croacia recibió 200 aeroplanos procedentes de la JKRV.

### Armada

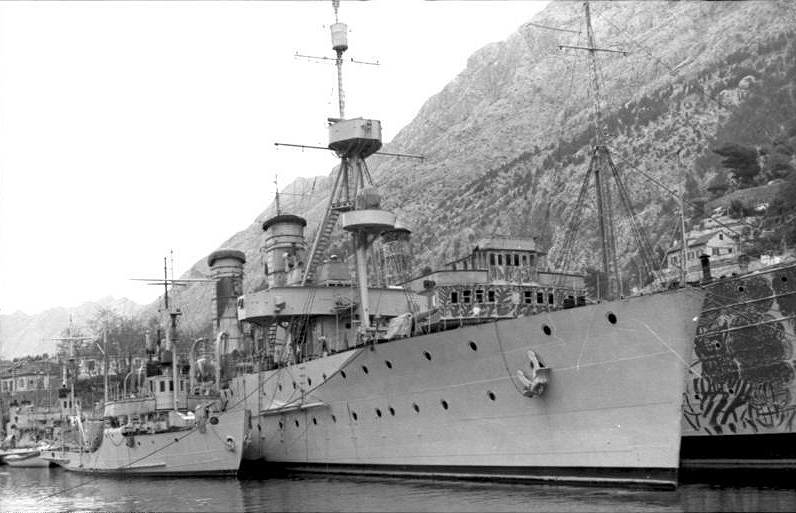
El crucero ligero Dalmacija fue la primera gran adquisición de la armada yugoslava. La imagen fue tomada en 1941 en las Bocas de Kotor.

La Real Armada Yugoslava (Kraljevska Jugoslovenska Ratna Mornarica) heredó parte de la armada del Imperio austrohúngaro desaparecido tras la Primera Guerra Mundial. Sin embargo, Italia se inquietó por el surgimiento de una nueva potencia naval en la zona del Adriático, y presionó a los aliados para la distribución de la flota austro-húngara entre los vencedores. Así se hizo, y sólo una parte de la Marina fueron asignada al reino. Las naves recibidas fueron 12 modernos torpederos, cuatro obsoletos dragaminas, cuatro monitores fluviales blindados y algunas embarcaciones auxiliares. La flota se fortaleció aún más durante la década de 1920, cuando fueron adquiridos seis dragaminas alemanes clase "M" y el crucero SMS Niobe.
En vísperas de la invasión del Eje de Yugoslavia, la Real Armada Yugoslava estaba equipada con un antiguo crucero ligero ex-alemán (adecuado únicamente para fines de formación), una moderna flotilla de destructores de diseño británico, tres modernos destructores de diseño francés (dos construidos en Yugoslavia, y otros en construcción), un hidroavión, cuatro modernos submarinos modernos (dos de fabricación francesa y dos británicos) y 10 modernas lanchas torpederas. De los buques más antiguos, había seis torpederos medios ex-austriacos, seis dragaminas ex-alemanes y diversos buques auxiliares.
Cuando Alemania e Italia atacaron Yugoslavia el 6 de abril de 1941, la marina yugoslava tenía disponibles tres destructores, dos submarinos y 10 lanchas torpederas como las unidades más efectivas de la flota. Un destructor, el Ljubljana, estaba en dique seco en el momento de la invasión, y sus cañones antiaéreos fueron utilizados en la defensa de la base de la flota en Kotor. El resto de la flota era útil sólo para la defensa costera y escolta local y de patrulla. Los italianos capturaron la mayor parte de la Armada Yugoslava; varios barcos que sobrevivieron a la guerra continuaron su servicio en la Armada de la República Democrática Federal de Yugoslavia.

## Enseñas

Estandarte de Mariscal del Ejército.
Escarapela aeronáutica de la Real Fuerza Aérea.
Enseña naval de la Armada Yugoslava.